# Grundtjärnen (Hässjö socken, Medelpad)
Grundtjärnen är en sjö i Timrå kommun i Medelpad och ingår i Indalsälvens huvudavrinningsområde. Sjön har en area på 0,0401 kvadratkilometer och ligger 171,5 meter över havet.

## Delavrinningsområde
Grundtjärnen ingår i det delavrinningsområde (694074-158531) som SMHI kallar för Namn saknas. Medelhöjden är 160 meter över havet och ytan är 7,52 kvadratkilometer. Det finns ett avrinningsområde uppströms, och räknas det in blir den ackumulerade arean 9,61 kvadratkilometer. Fjälsbäcken som avvattnar avrinningsområdet har biflödesordning 2, vilket innebär att vattnet flödar genom totalt 2 vattendrag innan det når havet efter 6,3 kilometer. Avrinningsområdet består mestadels av skog (94 procent). Avrinningsområdet har 0,09 kvadratkilometer vattenytor vilket ger det en sjöprocent på 1,2 procent.